# Kfar Kama
Kfar Kama (in ebraico כְּפַר כַּמָא‎?, in arabo كفر كما‎?, in adighè: Кфар Кама, letteralmente il villaggio dei tartufi) è un consiglio locale situato nel distretto Settentrionale, nella Bassa Galilea, in Israele. La popolazione è costituita da circassi.

## Società

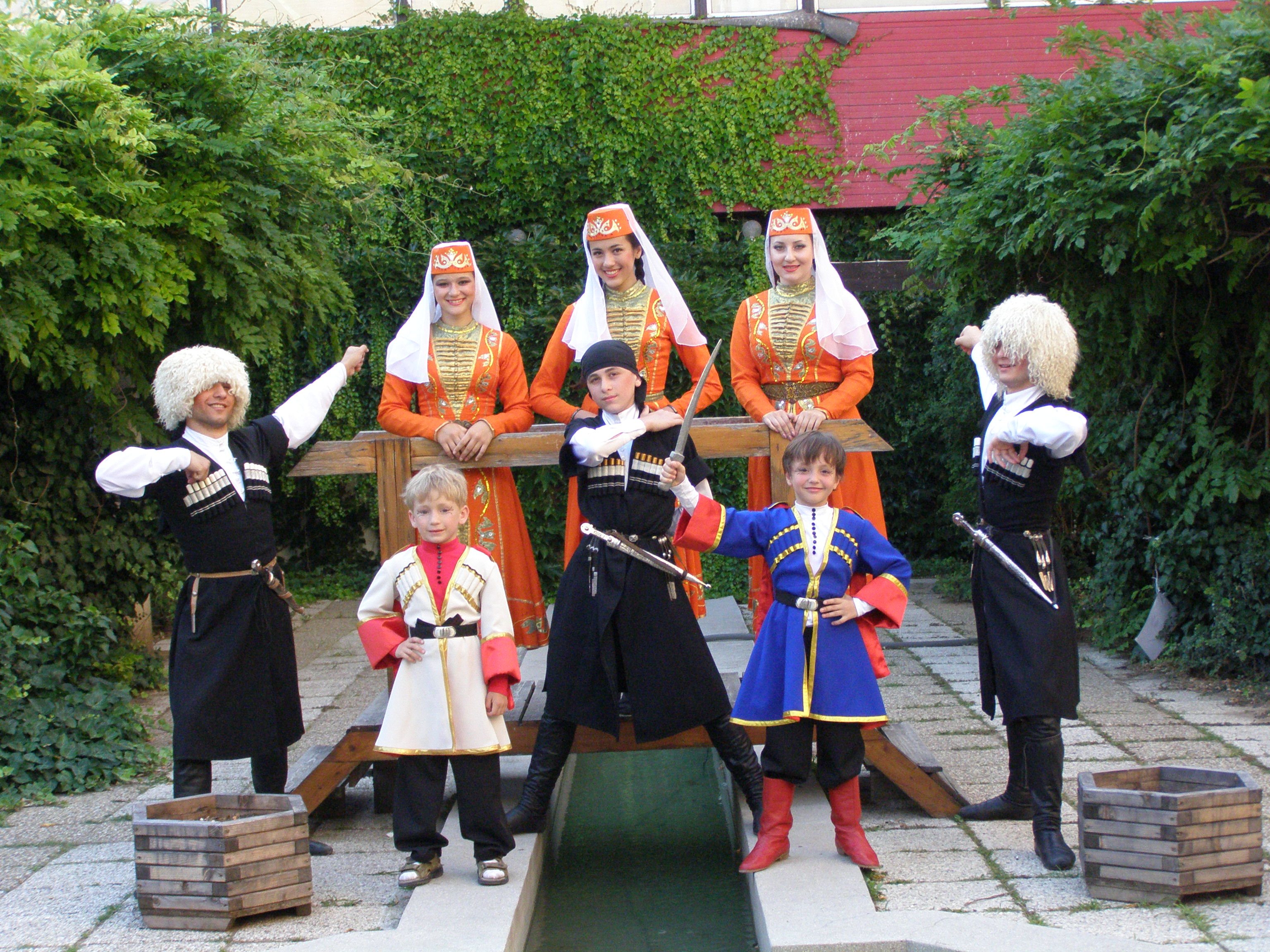
Circassi si Kfar Kama in costumi tradizionali

La quasi totalità della popolazione è costituita da circassi di religione musulmana, principalmente della tribù dei sciapsughi e rappresenta una delle due comunità circasse in Israele insieme a Rehaniya. Le principali famiglie di Kfar Kama sono gli Abrag, gli Ashmuz, i Batwash, i Bat, i Bghana, i Blanghaps, gli Choshha, i Gorkozh, gli Hadish, gli Hako, gli Hazal, gli Hutazh, i Jandar, i Kobla, i Lauz, i Libai, i Nago, i Nash, i Natkho, i Napso, i Qal, i Qatizh, gli Sagas, gli Shaga, gli Shamsi, gli Shhalakhwa, gli Shogan, gli Thawcho, gli Zazi, gli Abzah, i Boshnakh, i Bazdug, i Yadig, i Hatukai, gli Tsai, i Shapsugh, i Zoabi e i Masharqa.